# Herval Rossano
Herval Rossano, nome artístico de Herval Abreu Paes (Campos dos Goytacazes, 23 de abril de 1935 — São Paulo, 9 de maio de 2007), foi um ator e diretor de televisão brasileiro.

## Biografia
Passou a infância em sua cidade natal, tendo estudado no Liceu de Humanidades de Campos.
Foi ator de cinema, e seu primeiro filme foi Luzes nas Sombras em 1952, no qual fez uma participação muito pequena. Apesar dos papéis pequenos em filmes, e de ganhar pouco, participava de dois filmes por ano. Logo, passou a pertencer ao elenco fixo da Multifilmes, chegando a galã de Eva Wilma, e trabalhando ao lado de Procópio Ferreira e Maria Vidal.
É o diretor brasileiro de televisão com o maior número de telenovelas vendidas para o exterior. Viveu no Chile por cinco anos. Foi diretor no Canal 13 da Universidade Católica do Chile.
Dirigiu telenovelas de época, de sucesso e marcos da televisão, como Escrava Isaura, primeira versão da Rede Globo. Cabocla, A Sucessora, Maria, Maria, A Moreninha, todas na Rede Globo, e Dona Beija, na Rede Manchete.
Em 1977, substituiu o ator Rogério Fróes que, por problemas de saúde, não pôde atuar em À Sombra dos Laranjais, acumulando as funções de protagonista e diretor da telenovela.
Seus últimos trabalhos foram a nova versão de A Escrava Isaura, na TV Record e Cristal, no SBT. Acabou destituído da Direção Geral de Teledramaturgia do SBT, devido a seu estado de saúde, sendo substituído por David Grimberg.
Na Rede Bandeirantes, chegou a ser contratado para dirigir a novela Paixões Proibidas, mas ele e a autora contratada, Ana Maria Moretzsohn, deixaram a emissora antes mesmo do início das gravações, sendo substituídos por Ignácio Coqueiro e Aimar Labaki, respectivamente.
Foi casado com a cantora chilena Doris Guerrero, da dupla Doris Y Rossie. Depois, com a  atriz Nívea Maria, por vinte e sete anos. Em 2003 começou a namorar a atriz Mayara Magri, com quem foi casado de 2005 até sua morte.
Teve quatro filhos: Vanessa, com a atriz Nívea Maria; e Elizabeth, Henrique e Herval Abreu, com a cantora Doris Guerrero. O último seguiu seus passos e hoje é diretor de telenovelas em Santiago do Chile.
Herval Rossano faleceu em 2007, enquanto dormia, aos 72 anos de idade, e foi cremado no Crematório da Vila Alpina, na cidade de São Paulo.

## Filmografia

### Como ator
No cinema
| Ano  | Título                        | Personagem    |
| ---- | ----------------------------- | ------------- |
| 1952 | Destino                       | Médico        |
| 1953 | Luzes nas Sombras             | —             |
| 1953 | O Homem dos Papagaios         | Oscar         |
| 1953 | O Craque                      | Manuel        |
| 1953 | Balança Mas Não Cai           | —             |
| 1954 | A Sogra                       | —             |
| 1959 | Dona Xepa                     | Edson         |
| 1960 | Titio Não é Sopa              | Paulo         |
| 1960 | Maria 38                      | Henrique      |
| 1960 | Eu Sou o Tal                  | —             |
| 1960 | A Viúva Valentina             | Mário Saraiva |
| 1961 | Samba em Brasília             | Valdo         |
| 1961 | Três Colegas de Batina        | Aloísio       |
| 1961 | Assassinato em Copacabana     | Germano       |
| 1962 | Quiero morir en carnaval      | —             |
| 1963 | Sonhando com Milhões          | Gervásio      |
| 1963 | Quero Essa Mulher Assim Mesmo | —             |
| 1964 | No Tempo dos Bravos           | —             |
| 1975 | O Casal                       | Doutor        |
| 1975 | Amantes, Amanhã Se Houver Sol | Pedro         |

Na televisão
- 1998 - Era uma vez...
- 1997 - A Justiceira (episódio Balas perdidas)
- 1991 - Salomé
- 1989 - República
- 1987 - Bambolê
- 1986 - Dona Beija
- 1985 - A Gata Comeu
- 1984 - Padre Cícero
- 1980 - As Três Marias
- 1977 - À Sombra dos Laranjais
- 1975 - Na Roda Vida da Vida
- 1975 - Cuca Legal
- 1974 - A Cartomante
- 1974 - Fogo sobre terra
- 1973 - Carinhoso
- 1971-72 - Clipe de Fim de Ano - Um Novo Tempo
- 1970 - Assim na Terra como no Céu
- 1970 - Pigmalião 70
- 1968 - El litre

### Como diretor
- 1958 - Uma produção musical de Herval Rossano
- 1959 - Grande teatro leões
- 1963
  - Praça onzeTV Rio
  - Teleteatro de los lunesUCTV
  - Antologia del cuento (153 programas)
  - Teatro del cuento Calaf
- 1966 - Esta mujer eres tú
- 1967 - Los dias jóvenes
- 1968 - Altitud 3200 metros
- 1975 - Helena
- 1975 - O noviço
- 1975 - Senhora
- 1975 - A moreninha
- 1976 - Vejo a lua no céu
- 1976 - O feijão e o sonho
- 1976 - Escrava Isaura (1976)
- 1977 - À Sombra dos Laranjais
- 1977 - Dona Xepa
- 1977 - Sinhazinha Flô
- 1978 - Maria, Maria
- 1978 - A sucessora
- 1979 - Superbronco
- 1979 - Cabocla
- 1980 - Marina
- 1980 - Olhai os lírios do campo
- 1981 - Ciranda de pedra
- 1981 - Terras do sem fim
- 1982 - La gran mentira
- 1982 - Vanessa
- 1983 - El juego de la vida
- 1985 - A gata comeu
- 1986 - Dona Beija
- 1986 - Novo amor
- 1986 - Tudo ou nada
- 1986 - Mania de querer
- 1989 - Pacto de Sangue
- 1991 - Salomé
- 1991 - O Portador
- 1995 - Caminos Cruzados
- 1996 - Quem É Você?
- 2004 - A Escrava Isaura
- 2006 - Cristal

Supervisão de direção
- Gina - 1978
- Você decide - 1994-1998
- Brava Gente - 2001

### Como autor de libreto
- 1975 - Na roda viva da vida - Caso especial.
- 1991 - O portador - minissérie - em conjunto com José Antonio de Souza.